# Jimmy Bannister
James Bannister (20 tháng 9 năm 1880 – 18 tháng 12 năm 1953) là một cầu thủ bóng đá người Anh. Bannister được mua bởi Manchester United từ Manchester City năm 1906. Ông giúp câu lạc bộ vô địch năm 1908. Ông rời United năm 1909 để đến Preston North End.